# Muncq-Nieurlet
Muncq-Nieurlet település Franciaországban, Pas-de-Calais megyében. Lakosainak száma 683 fő (2022. január 1.). Muncq-Nieurlet Sainte-Marie-Kerque, Bayenghem-lès-Éperlecques, Éperlecques, Nordausques, Polincove, Recques-sur-Hem és Ruminghem községekkel határos.

## Népesség
A település népességének változása:
| Lakosok száma | 713  | 717  | 726  | 734  | 734  | 727  | 712  | 698  | 683  |
|               | 2013 | 2015 | 2016 | 2017 | 2018 | 2019 | 2020 | 2021 | 2022 |